# Christophe Bertrand
Christophe Bertrand (Strasburgo, 24 aprile 1981 – Strasburgo, 17 settembre 2010) è stato un compositore francese.
Principalmente noto per la sua produzione di musica da camera, che rappresenta la quasi totalità delle opere in catalogo.

## Biografia
Dopo aver ottenuto medaglie d'oro per pianoforte e musica da camera presso il Conservatorio di Strasburgo, si è esibito ed ha registrato con vari ensemble, tra cui l'Ensemble Accroche-Note e l'Ensemble In Extremis di cui è stato cofondatore; in queste occasioni ha avuto modo di collaborare con compositori come Pascal Dusapin e Ivan Fedele.
Con quest'ultimo ha studiato composizione a partire dal 1996, presso il Conservatorio di Strasburgo, diplomandosi nel 2000 con il massimo dei voti.
Le sue composizioni, dirette tra gli altri da Pierre Boulez, Jonathan Nott, Hannu Lintu, Marc Albrecht, Luc-Marc des Pasquier, sono state eseguite da numerosi ensemble e solisti come l'Ensemble Intercontemporain, il Quartetto Arditti e la Filarmonica di Strasburgo.
Sono state inoltre inserite in tabellone nei maggiori Festival di musica contemporanea in Francia e nel resto d'Europa, tra i quali si ricordano  il Festival d'Aix-en-Provence, il Festival di Lucerna, il Beethovenfest Bonn, il Festival Traiettorie di Parma e il Festival di Spoleto.
Muore suicida il 17 settembre 2010 all'età di 29 anni, probabilmente come conseguenza di un disturbo bipolare che soffriva da tempo. Numerosi sono stati gli omaggi in seguito alla sua scomparsa, tra questi ricordiamo Almost Requiem per voce ed ensemble (2013) di Marco Momi e Hollow per clarinetto, violoncello e contrabbasso (2011) di Sebastian Rivas.

## Premi
Tra i numerosi premi e riconoscimenti ricevuti figurano: 
- Prix de la Musique de l'Académie des Marches de l'Est (2001)[6]
- Premio Earplay (2002)[6]
- Premio SACEM Hervé Dugardin (2007)[6]
- Premio André Caplet (2007)[6]

È stato inoltre selezionato dall'Académie française di Roma come artista in residence presso la Villa Medici di Roma per 18 mesi dal 2008 al 2009.

## Opere scelte
Molte delle sue composizioni sono attualmente in catalogo presso l'editrice Suvini Zerboni, tra queste:
- Skiaï (1998), per cinque strumenti
- Strofa II (1998), per voce femminile, violino e pianoforte
- Strofa IIb (2000), per voce femminile, fluto contralto e pianoforte
- La chute du rouge (2000), per clarinetto, violoncello, vibrafono e pianoforte
- Treis (2000), per violino, violoncello e pianoforte
- Ektra (2001), per flauto
- Yet (2002), per venti musicisti, commissionato dall'Ensemble Intercontemporain
- Iôa (2003), per coro femminile a otto voci
- Haos (2003), per pianoforte, commissionato dal Festival Rendez-vous Musique Nouvelle di Forbach
- Aus (2004), per quattro musicisti, commissionato dalla Radio de Berlin-Brandeburg
- Virya (2004), per quattro musicisti
- Mana (2005), per grande orchestra, commissionato dal Festival di Lucerna
- Madrigal (2005), per soprano ed ensemble
- Quatuor I (2006), per quartetto d'archi, commissionato dal Beethovenfest Bonn
- Sanh (2006) per clarinetto basso, violoncello e pianoforte
- Arashi (2007), per clarinetto
- Vertigo (2007), per due pianoforti e orchestra
- Hendeka (2007), per trio d'archi e pianoforte
- Dall'inferno (2008), per flauto, viola e arpa
- Satka (2008), per flauto, clarinetto, violino, violoncello, percussioni e pianoforte, commissionato dal Festival d'Aix-en-Provence
- Diadème (2008), per soprano, clarinetto e pianoforte, commissionato dall'Ensemble Accroche-Note
- Scales (2009), per ensemble
- Okhtor (2010), per orchestra
- Quatuor II (2010), per quartetto d'archi